# Vincenzo Galilei
Acest articol se referă la tatăl lui Galileo Galilei. Pentru fiul lui Galileo având același nume, vedeți Vincenzo Gamba.

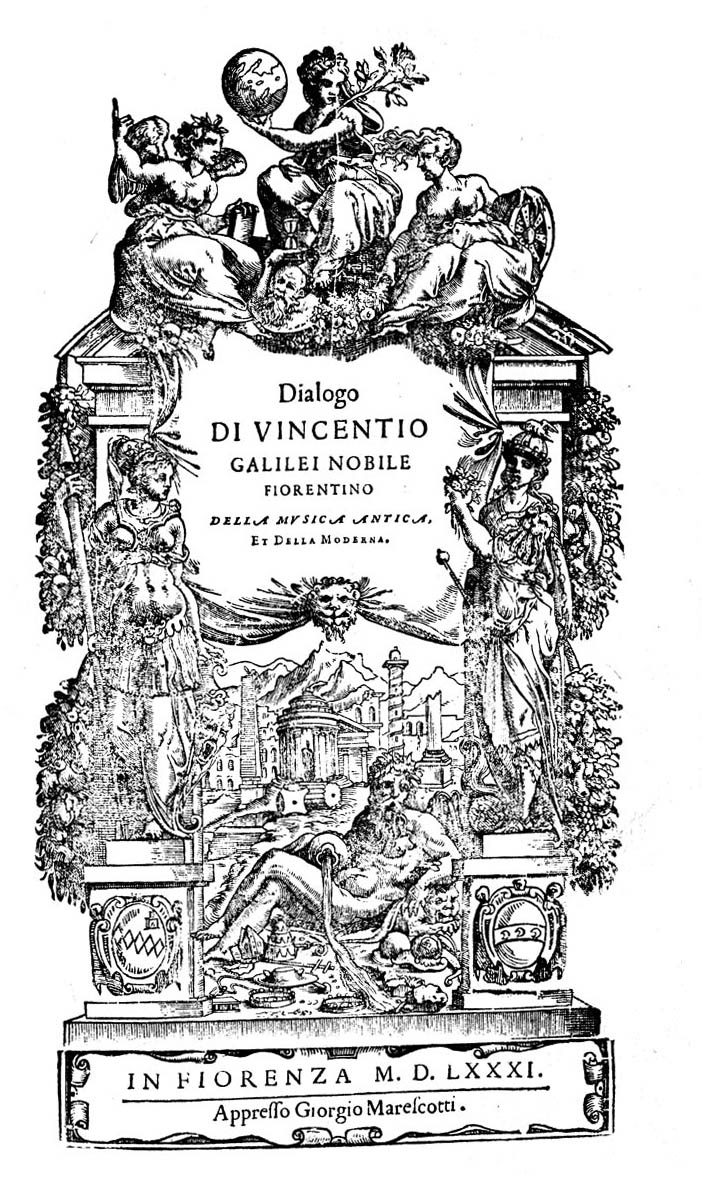
Della musica antica et della moderna, 1581

Vincenzo Galilei (ca. 1520 - d. 2 iulie 1591) a fost un compozitor, interpret și muzicolog italian, tatăl marelui fizician Galileo Galilei.
Instrumentul la care a cântat a fost lăuta, domeniu în care a fost specializat și celălalt fiu al său, Michelangelo Galilei.
A studiat alături de maeștri ca Gioseffo Zarlino și Girolamo Mei.
A intrat ca membru în grupul de muzicieni și poeți Camerata fiorentina.
A fost un exponent al Renașterii târzii și a influențat barocul de mai târziu.